# František Vodička (politik)
František Vodička (15. února 1812 Červená Lhota u Litovle – 20. července 1884 Olomouc) byl rakouský římskokatolický duchovní a politik české národnosti; poslanec Moravského zemského sněmu.

## Biografie
Absolvoval teologickou fakultu. Byl titulárním konsistorním radou, děkanem a farářem v Konici. Uvádí se též jako farář v Přemyslovicích. Působil i jako náboženský spisovatel a překladatel.
V 60. letech se zapojil i do vysoké politiky. V doplňovacích zemských volbách 8. července 1869 byl zvolen na Moravský zemský sněm, za kurii venkovských obcí, obvod Litovel, Konice, Uničov. Mandát zde obhájil i v řádných zemských volbách 1870, zemských volbách v září 1871 a zemských volbách v prosinci 1871. Roku 1872 byl zbaven mandátu, ale znovuzvolen 22. listopadu 1873. Mandát pak obhájil i v řádných zemských volbách 1878. Poslancem byl do své smrti roku 1884. V roce 1870 se uvádí jako oficiální kandidát Národní strany (staročeské).
Zemřel v červenci 1884 po krátkém a bolestivém utrpení v olomoucké nemocnici. Pohřeb se měl konat 23. července v Konici.